# Highland Folk Museum
Das Highland Folk Museum ist ein Freilichtmuseum in Newtonmore in den Grampian Mountains der schottischen Highlands. Es stellt das Leben in den Highlands von der frühen Neuzeit bis in die frühe Nachkriegszeit dar. Das Museum besteht aus vier Teilbereichen: einem in situ erhaltenen Bauernhof des 19. Jahrhunderts mit zum Teil translozierten Nebengebäuden, einem Dorf der 1930er Jahre mit Schule, Kirche und Handwerkerhäusern, einem Wald mit Mühle und Spielplatz und rekonstruierten Dorf um 1700. Daneben existieren Gärten, Trockenmauern, das aus dem aufgegebenen Museumsteil in Kingussie übertragene Blackhouse, ein Eisenbahnhaltepunkthäuschen und ein Café mit kleinem Restaurant.

## Geschichte

### Gründung in Iona
Die Gründung des Museums geht auf die Sammlungen und wissenschaftlichen Arbeiten der Ethnografin Isabel Frances Grant aus Edinburgh zurück. Als erstes Museumsgebäude kaufte sie 1935 eine aufgegebene Kirche auf der Insel Iona. Sie nannte ihr Museum „Am Fasgadh“ (gälisch: die Schutzhütte), da es „die gemütlichen alten Sachen vor der Zerstörung schützen sollte“. Um ihre wachsende Sammlung unterzubringen, kaufte sie drei Jahre später eine ebenfalls aufgegebene Kirche im 18 km von Kingussie entfernten Ort Laggan.

### Der Standort Kingussie

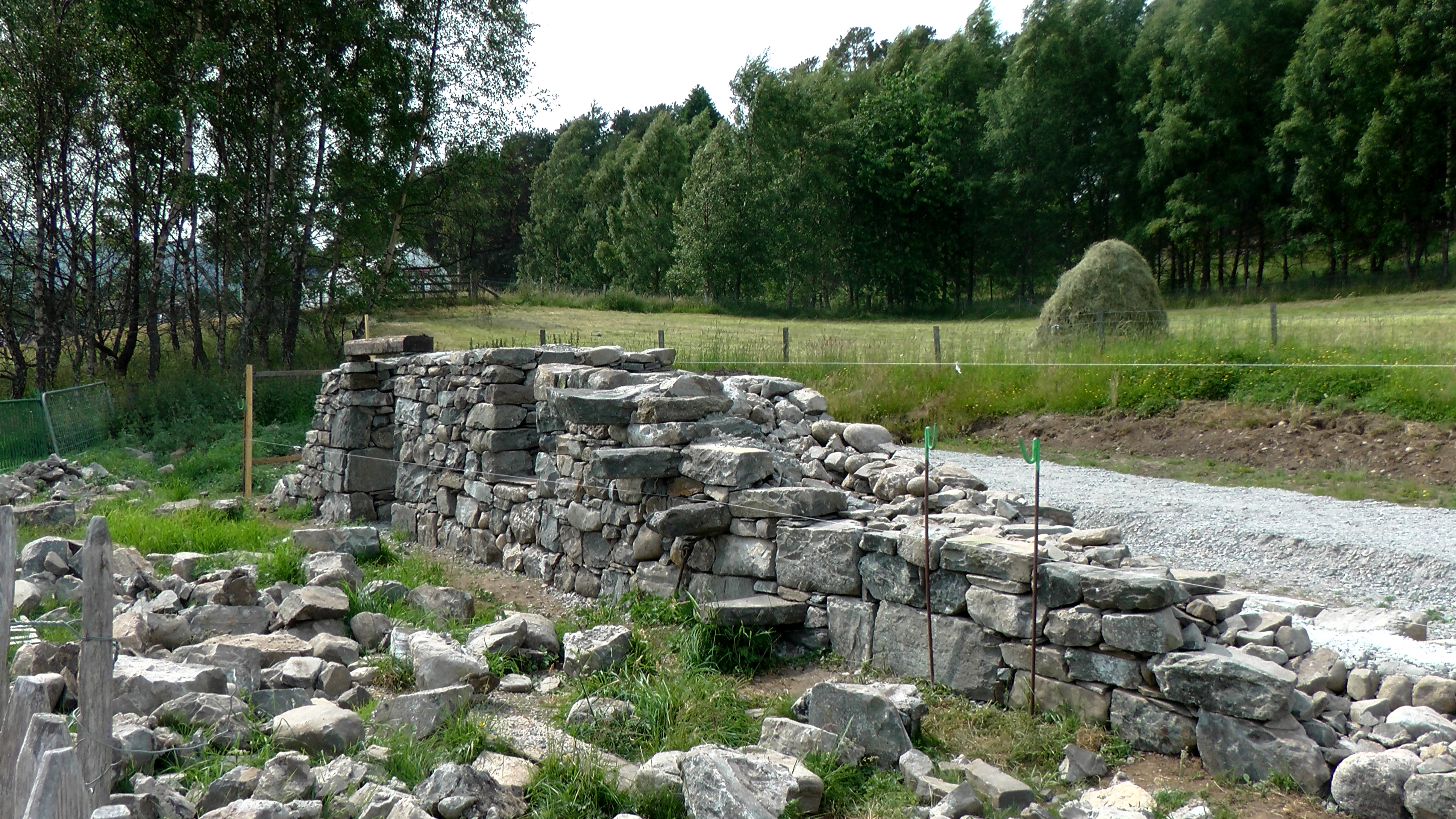
Wiederaufbau des Blackhouses von Isabel Frances Grant

Ein weiterer Schritt zur Realisierung eines größeren Museums war 1943 der Erwerb der „Pitmain Lodge“ in Kingussie zusammen mit 1,2 ha Land zur Errichtung einiger Cottages. Das Highland Folk Museum wurde das erste Freilichtmuseum auf der „Hauptinsel“ Großbritanniens. Dieser Standort war bis zu seiner Aufgabe 2009 das Zentrum des Museums. Es war ein lebendes Museum mit Gebäuden wie dem Lewis Blackhouse und wurde so zur Keimzelle für das größere Museum im benachbarten Ort Newtonmore. Des Standort Kinguisse wurde etwa 2009 aufgegeben. Sammlungen und Museumsleitung zogen neues modernes Museumsgebäude und die von Frances Grant nach Kinguisse gebrachten Blackhouses zogen ein zweites Mal, nun nach Newtonmore, um.

### Der Standort Newtonmore
Der Standort Newtonmore wurde im Jahr 1995 mit einer Fläche von 32 ha Land eröffnet und hat sich schnell entwickelt. Er zeigt viele Aspekte des Landlebens in den Highlands und erhält in seinen Sammlungen viele dortige Kulturgüter. Eine weitere Aufgabe des Museums ist die Vermittlung des Wissens über das Leben in den Highlands, sowohl an die heutige Generation der Highlandbewohner, als auch an Besucher aus aller Welt.

## Freigelände und Ausstellungen des Museums

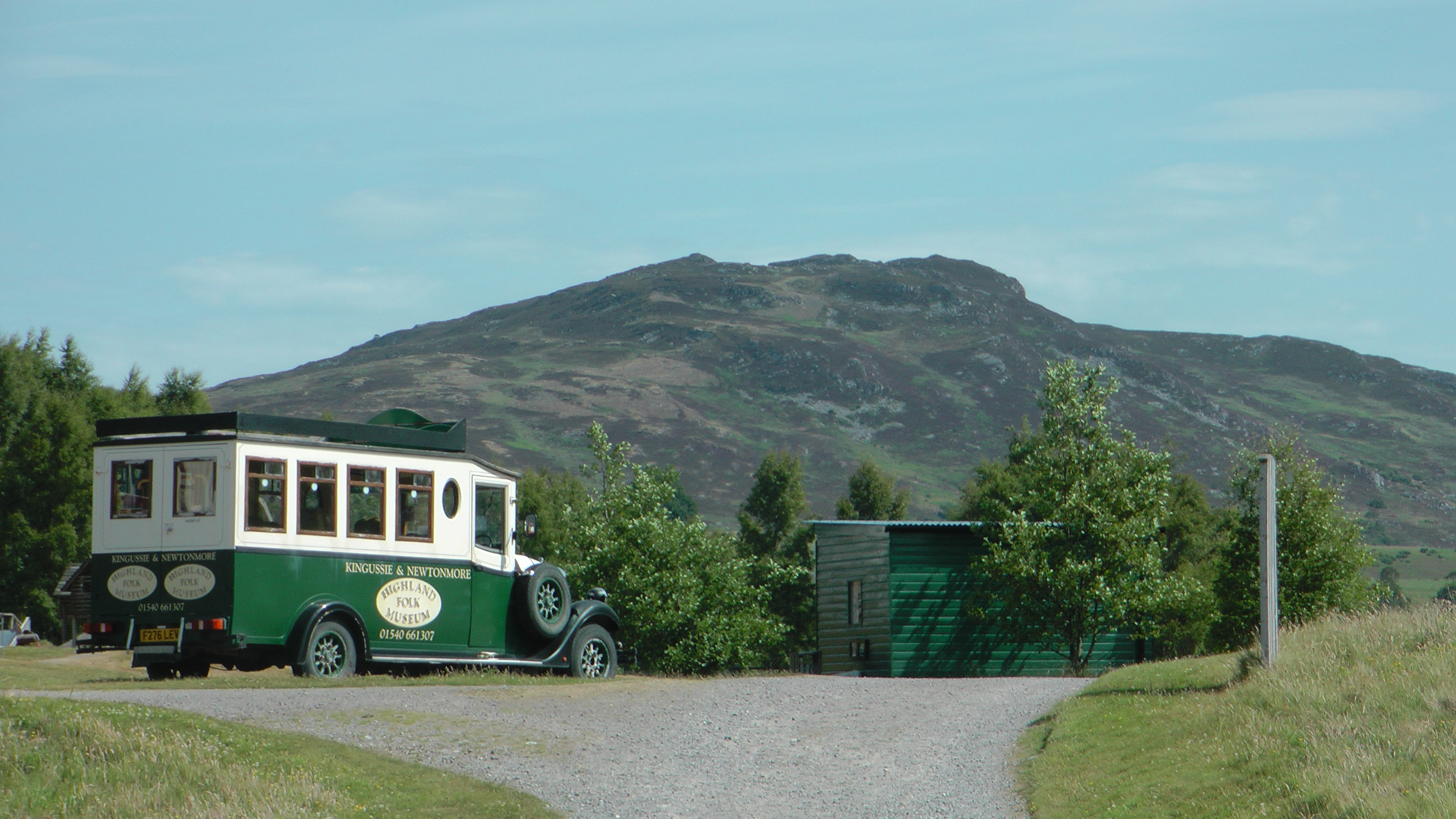
Ehemaliger Museumsbus

Das Gelände des Museums gliedert sich in vier voneinander abgegrenzte Bereiche, die mit einem Fahrweg miteinander verbunden sind. Auf diesem verkehrte bis zum Jahre 2012 ein Oldtimerbus, der seit 2013 nicht mehr einsatzfähig ist und seitdem als Ausstellungsstück auf dem Museumsgelände steht.
Das Museum besitzt eine Vielzahl von rekonstruierten Gebäuden aus Highland-Siedlungen des 18. Jahrhunderts, weiterhin einige umgesetzte Gebäude aus den 1930er Jahren. Nutztiere, Museumsfelder und Trockenmauern finden sich in mehreren Teilen des Museums. Die Museumsbereich im Einzelnen:

### FarmAllt Làirigh (Aultlairie)mit Nebengebäuden
Dies ist der östlichste Teil des Museums. Es handelt sich dabei um den in situ verbliebenen Hof Aultlarie mit Wohnhaus (derzeit Museumsverwaltung und historischer Süßigkeitenladen) und Wirtschaftsgebäude, ein Wellblech-Cottage, das in verschiedenen Funktionen als Nebengebäude diente, ein mehrfach umgesetztes Bahn-Wartehäuschen, ein Postamt und eine Unterstandshütte für Schäfer. Das moderne Verwaltungs- und Ausstellungsgebäude (2012 noch in Bau) befindet sich ebenfalls in diesem Bereich.

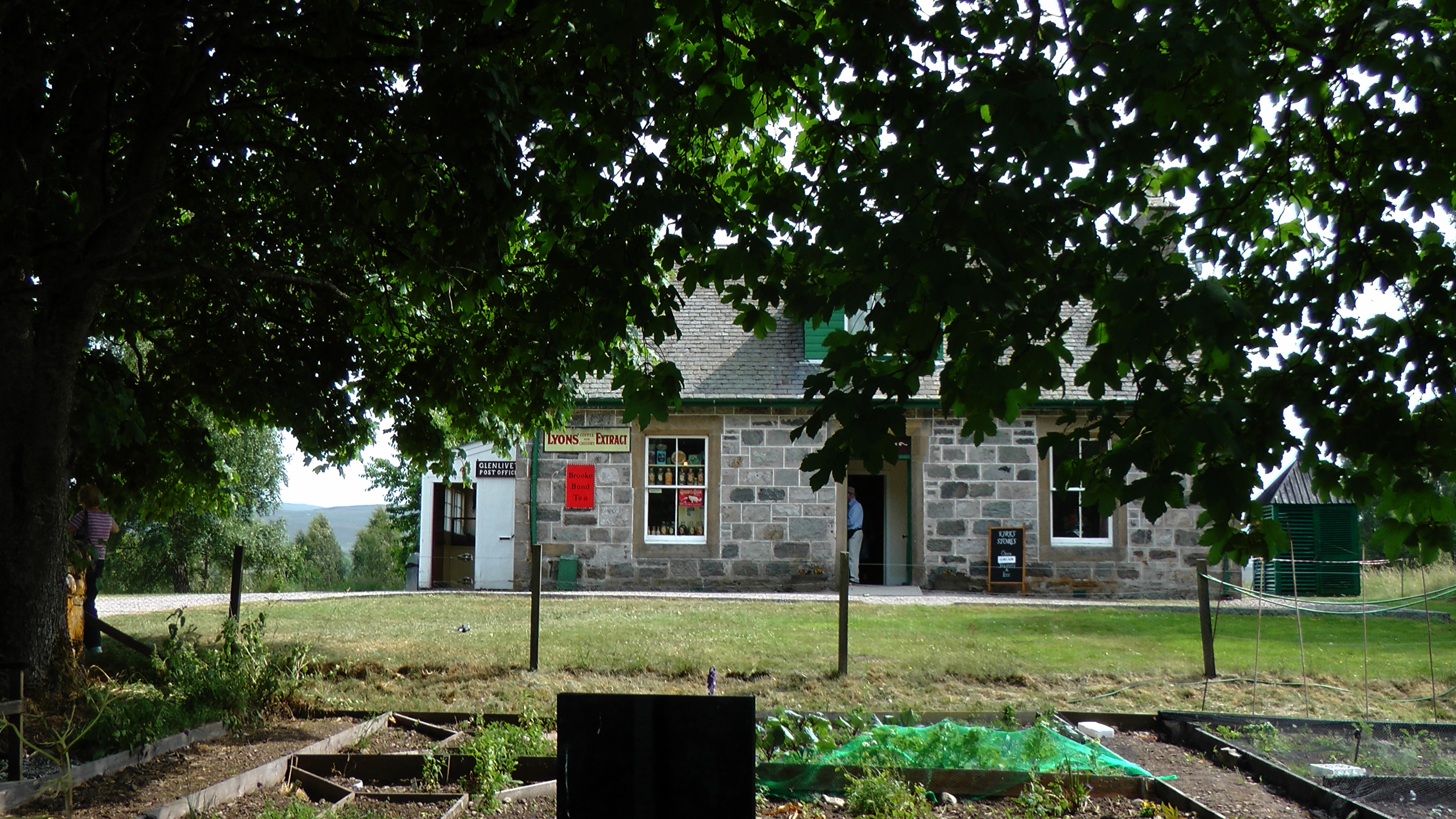
Hof Aultlarie, Wohnhaus
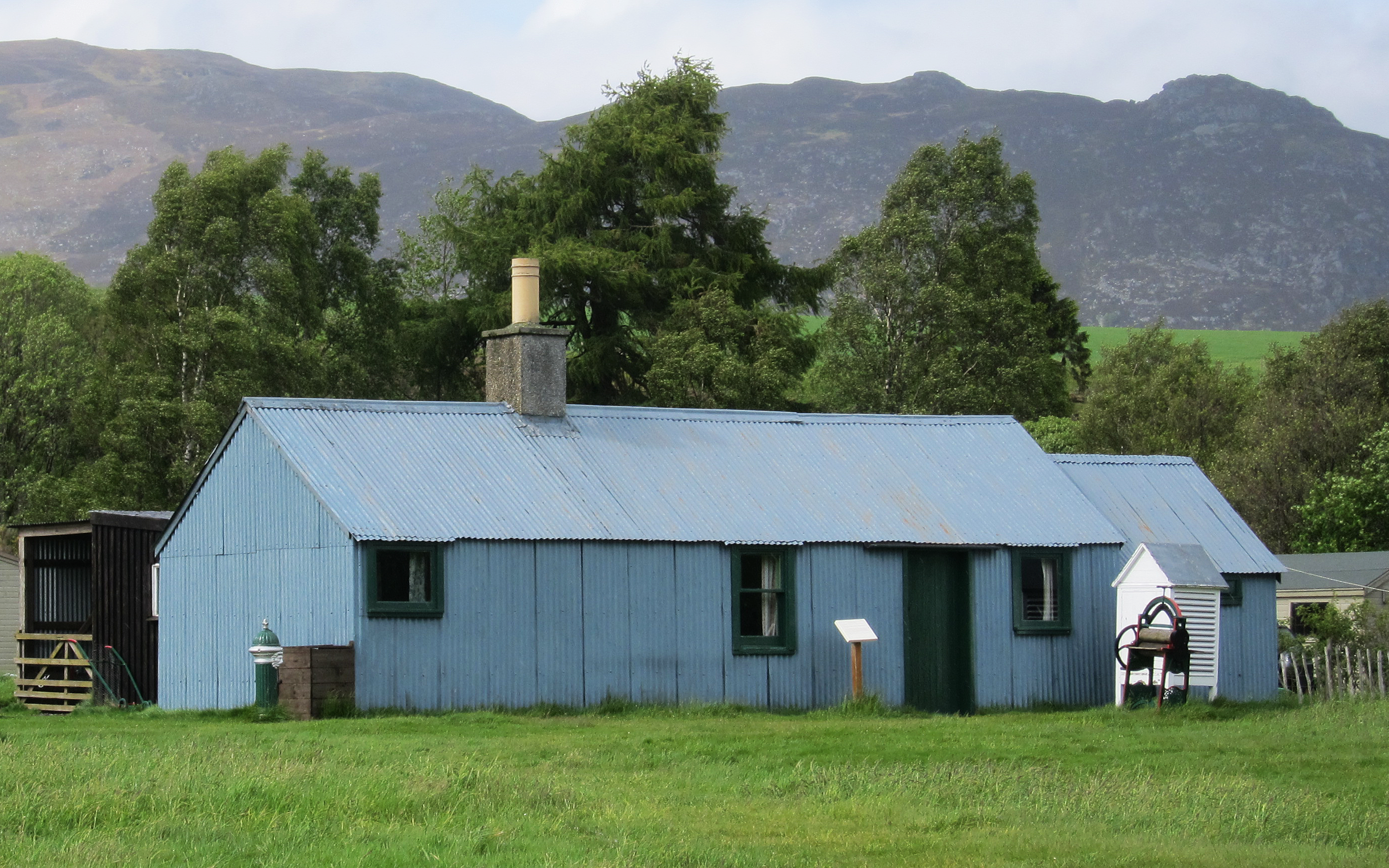
Hof Aultlarie, Wellblech Cottage
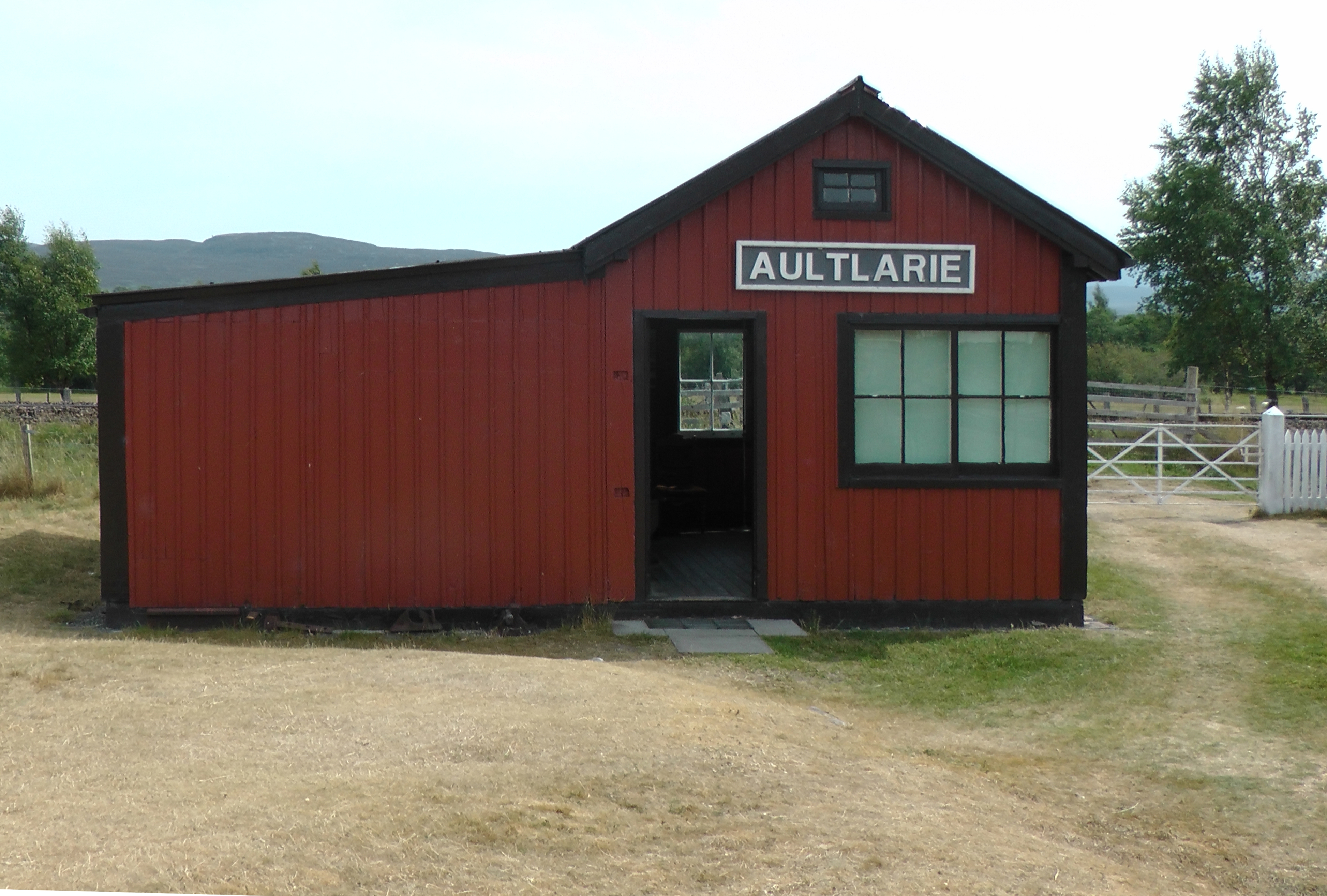
Bahn-Wartehäuschen
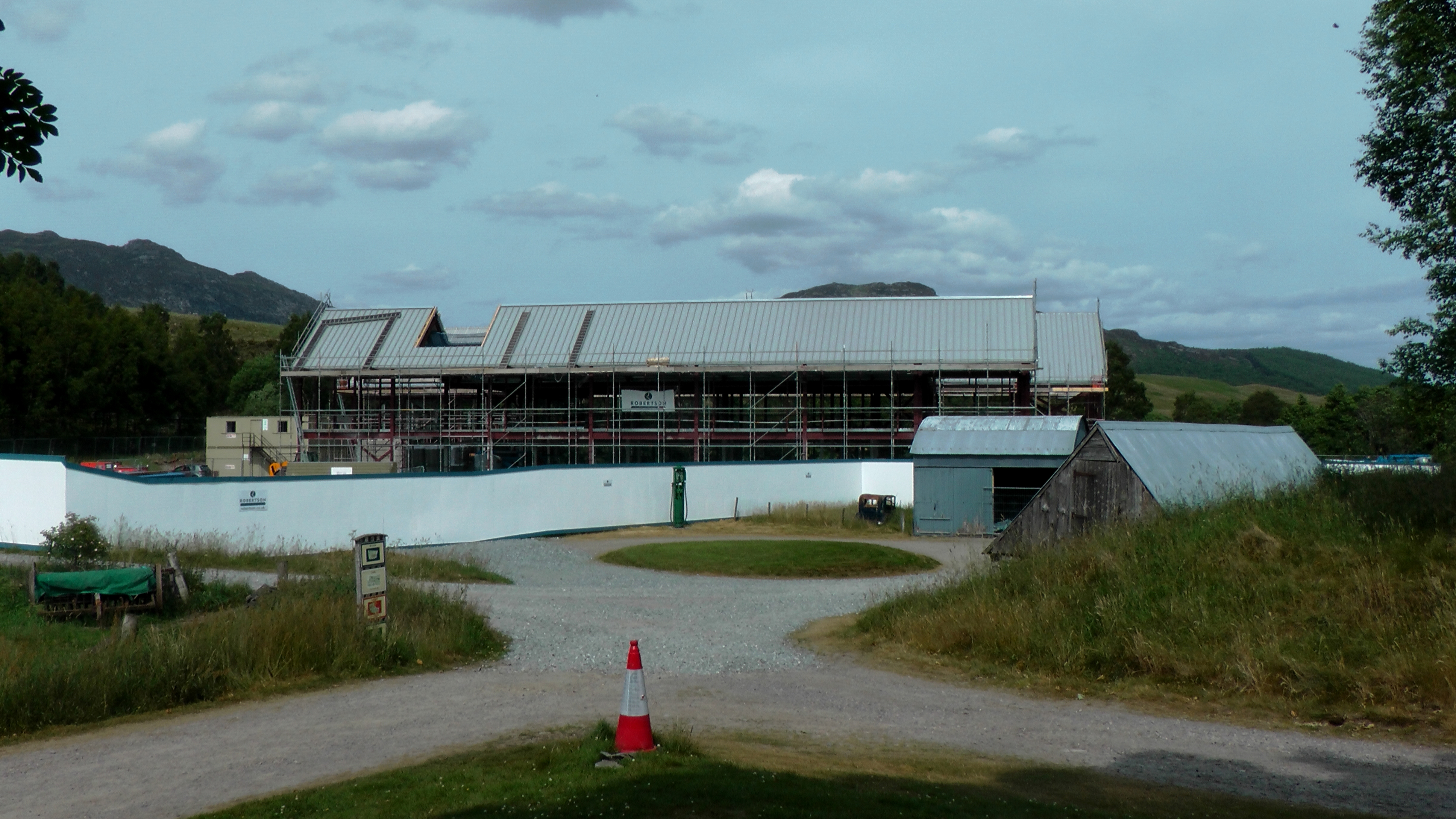
Neues Ausstellungsgebäude (in Bau 2013)
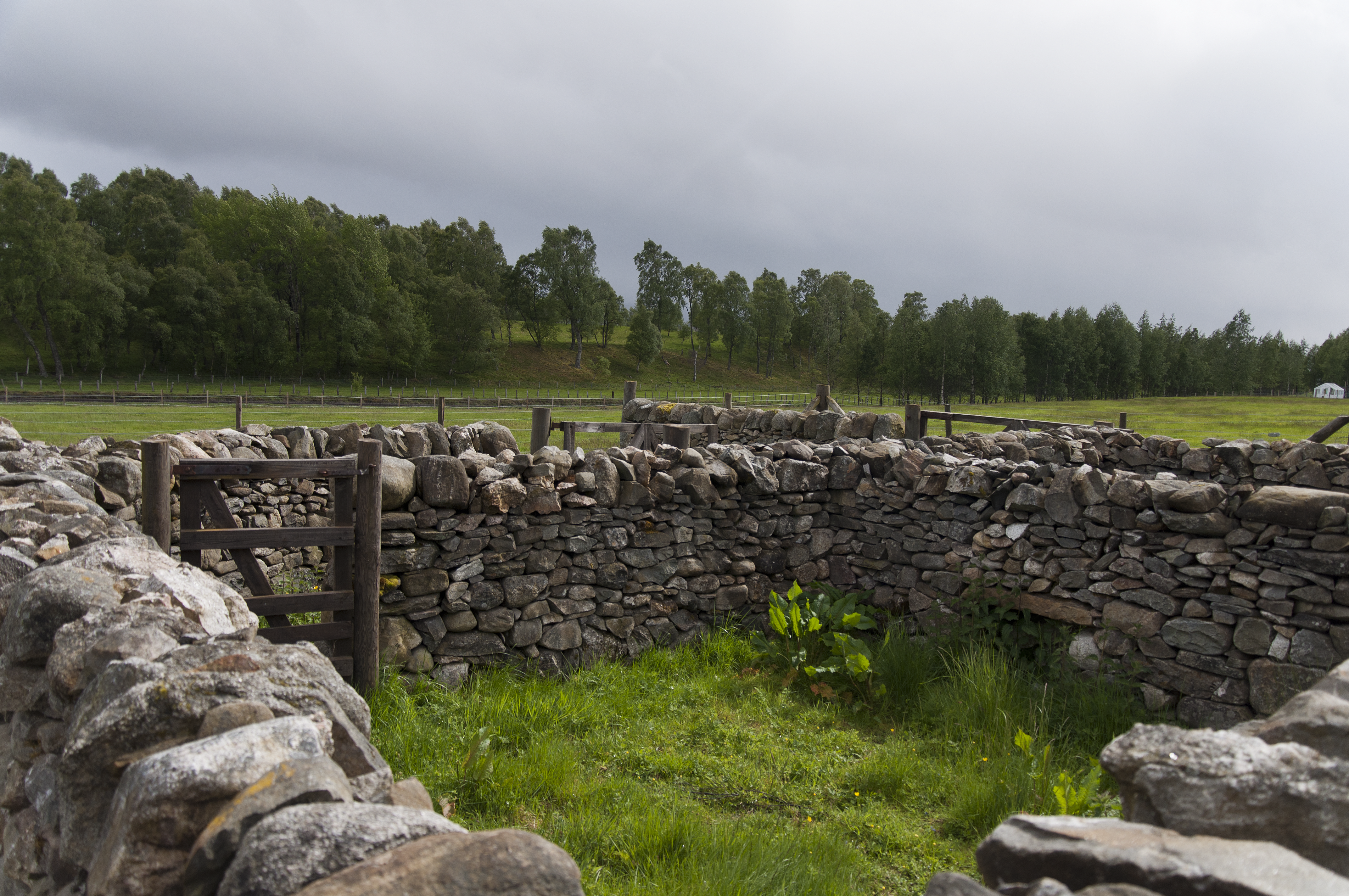
Trockenmauern bei der Schäferei

### Freilichtbereich
Dieser Bereich liegt im zentralen Bereich des Museums unterhalb des Kassenhäuschens, in dem bei freiem Museumseintritt Museumsführer und Andenken verkauft werden. Er besteht aus einer Kirche, einer Schule und mehreren Handwerkerhäusern (Tischler, Schneider und Uhrmacher) aus der ersten Hälfte des 20. Jahrhunderts. Hier liegt auch das zentrale Gebäude mit Restaurant und Shop. Im Zuge der Verschmelzung der beiden Museumsstandorte wird das von I.F. Grant rekonstruierte Blackhouse vom alten Standort in Kingussie überführt und in diesem Bereich wieder aufgebaut.

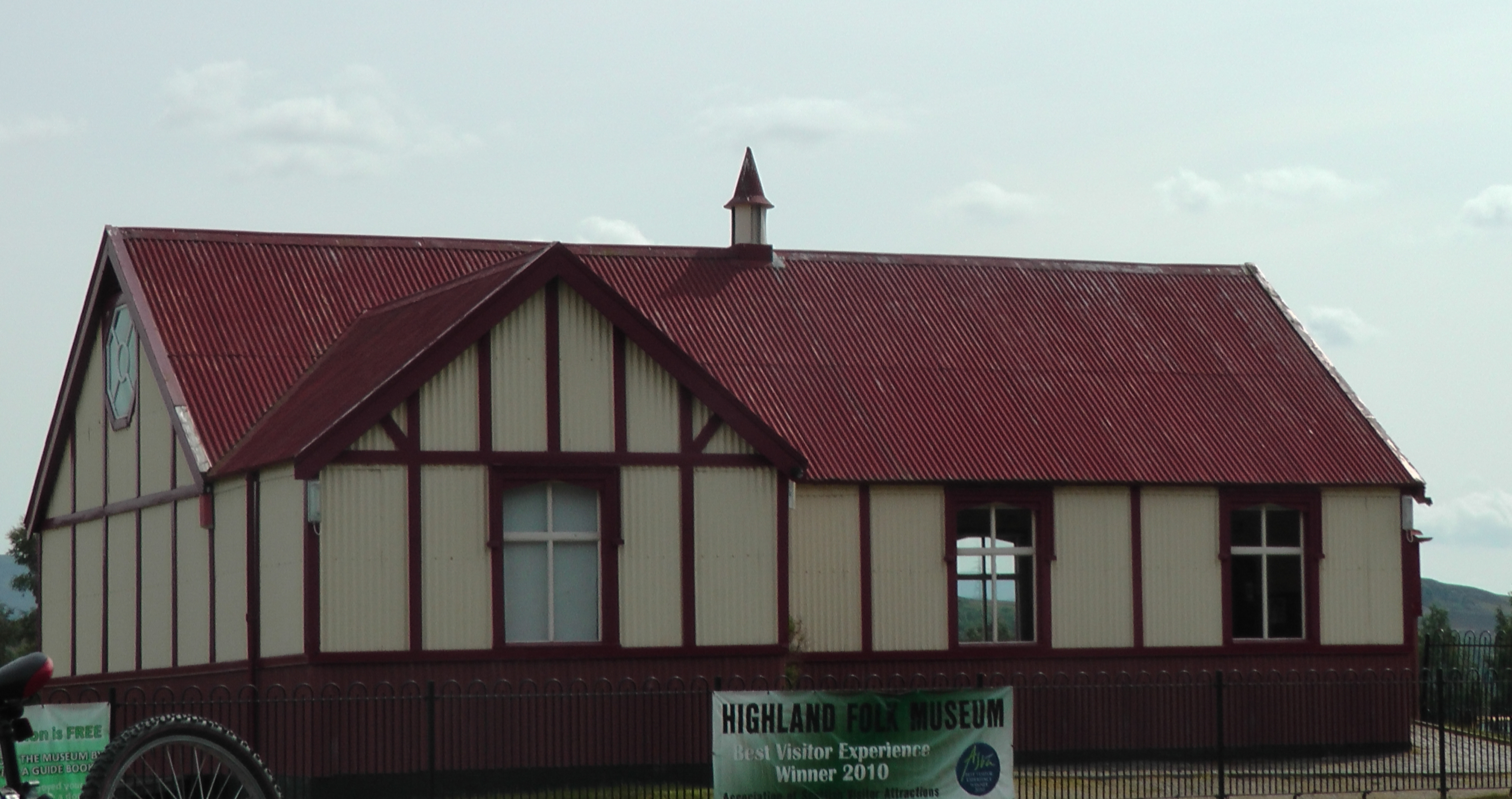
Kirche von Culloden
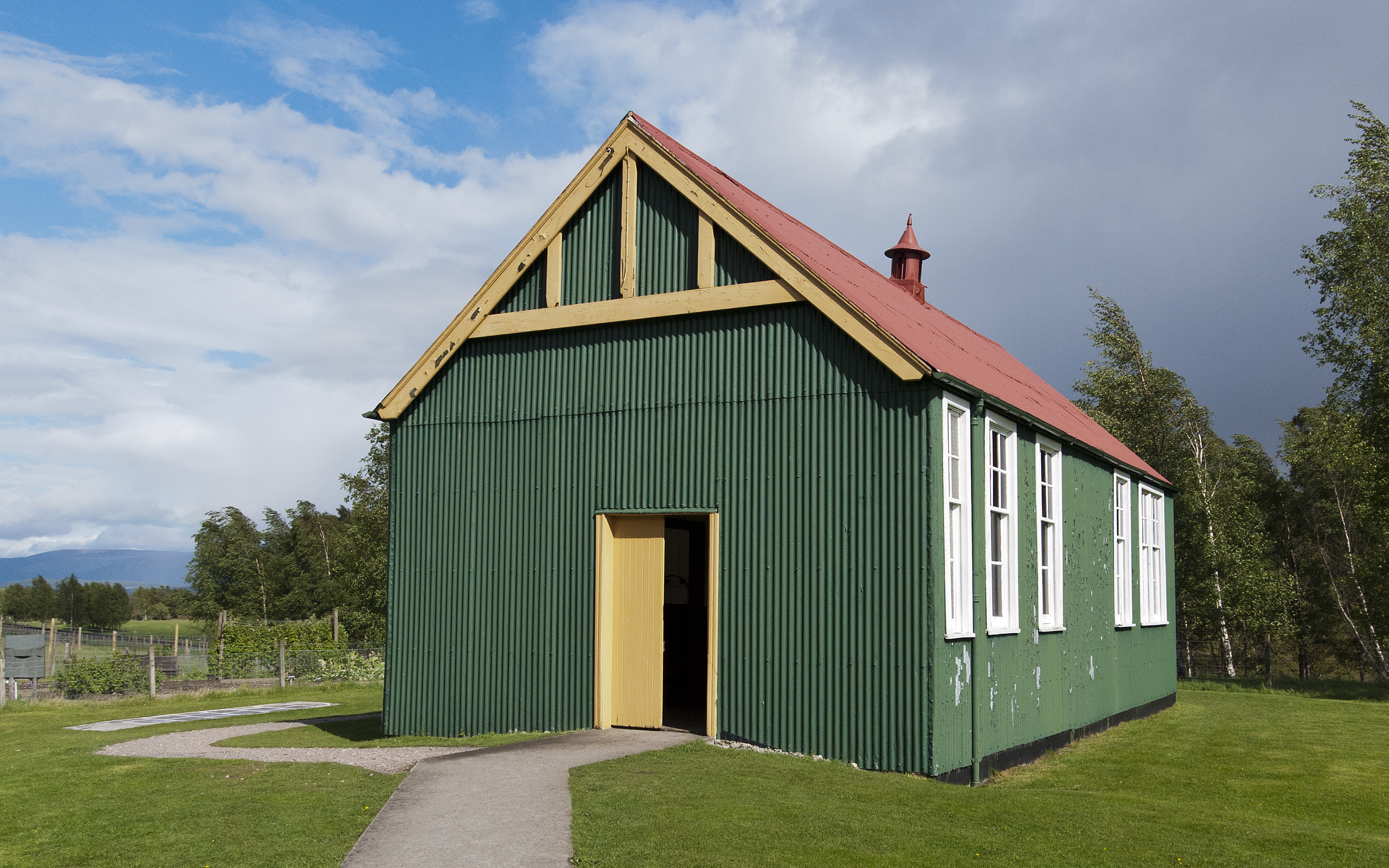
Knockbain Schule
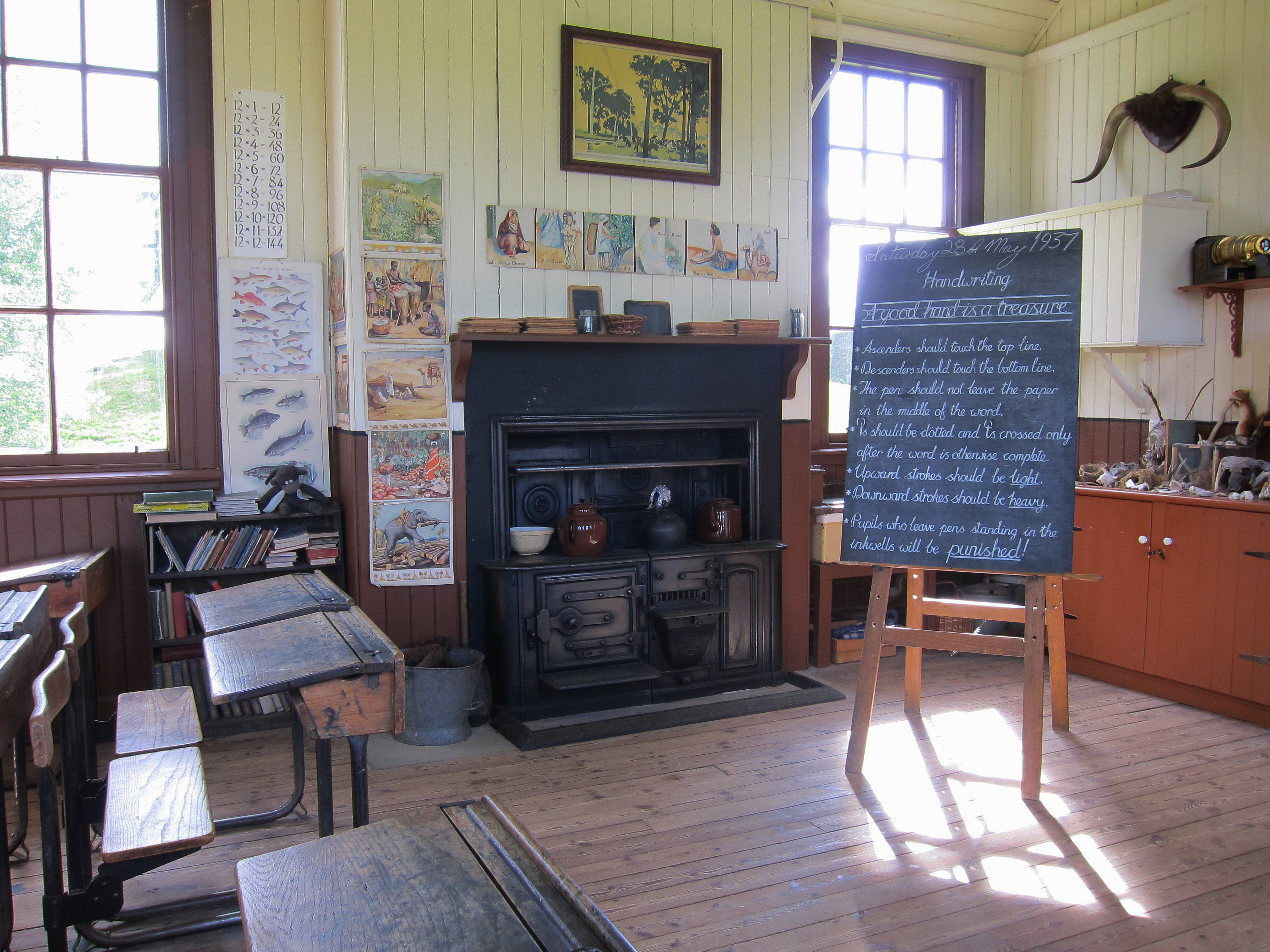
Schulzimmer
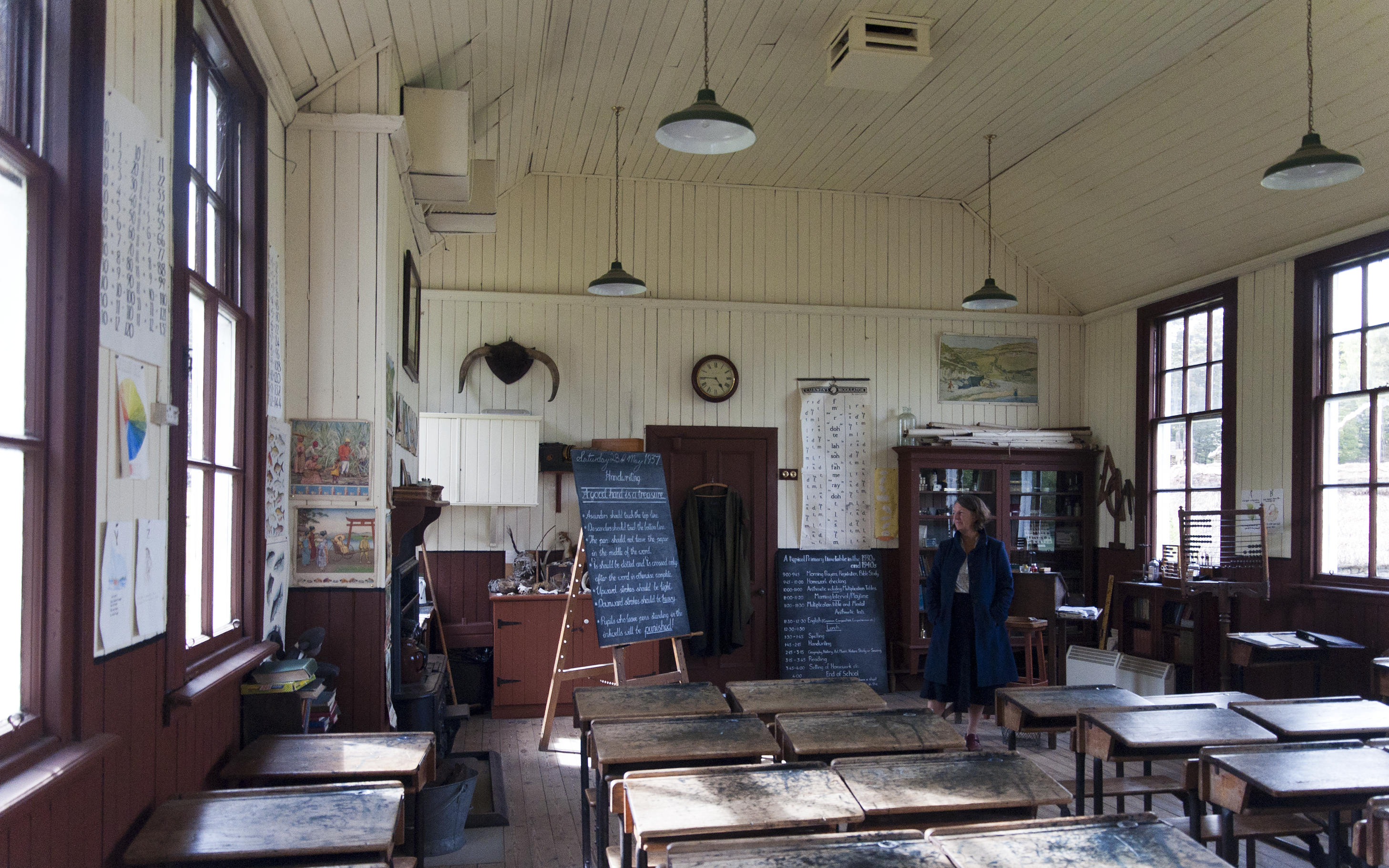
Schule innen
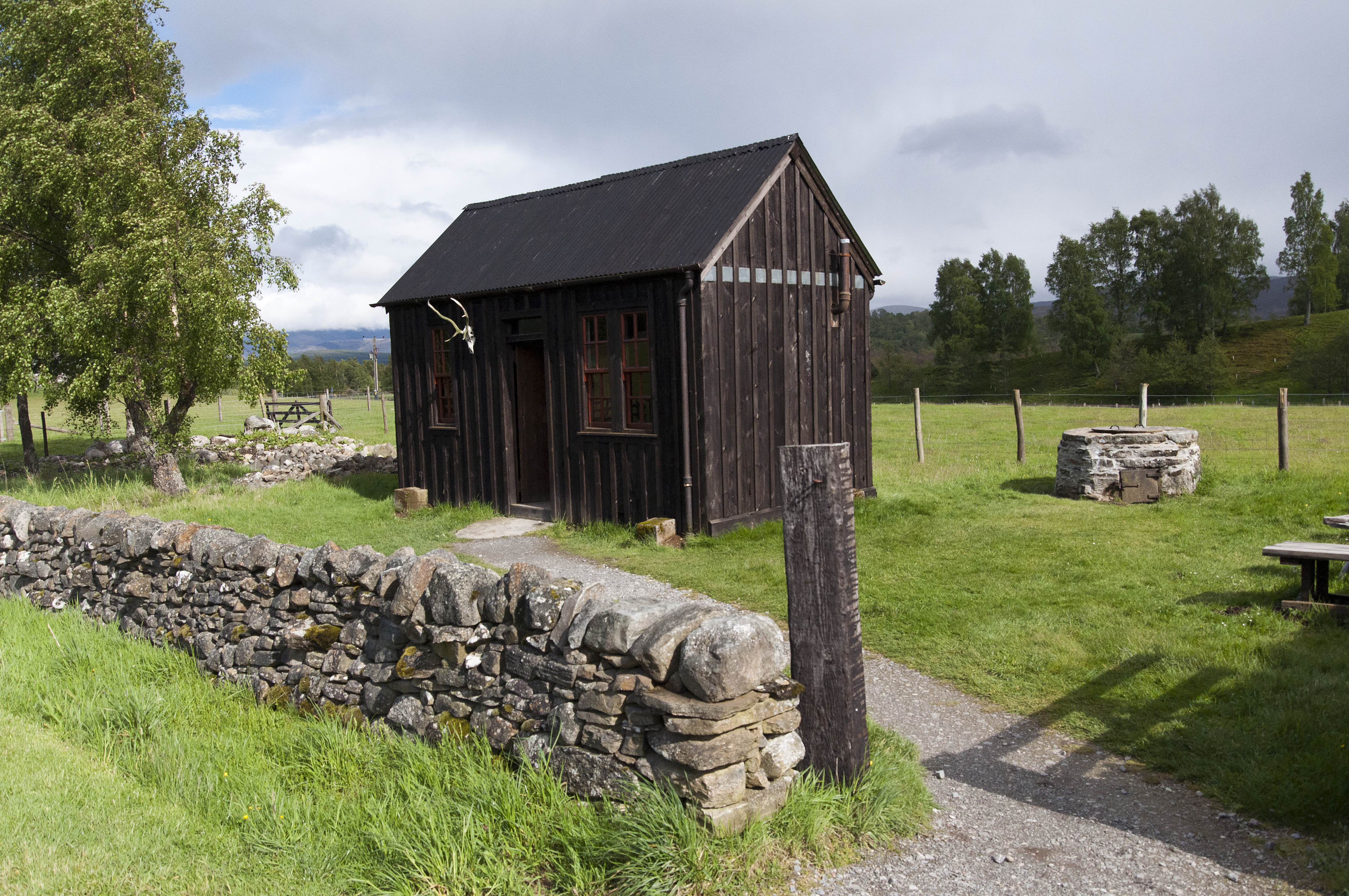
Schäferhütte
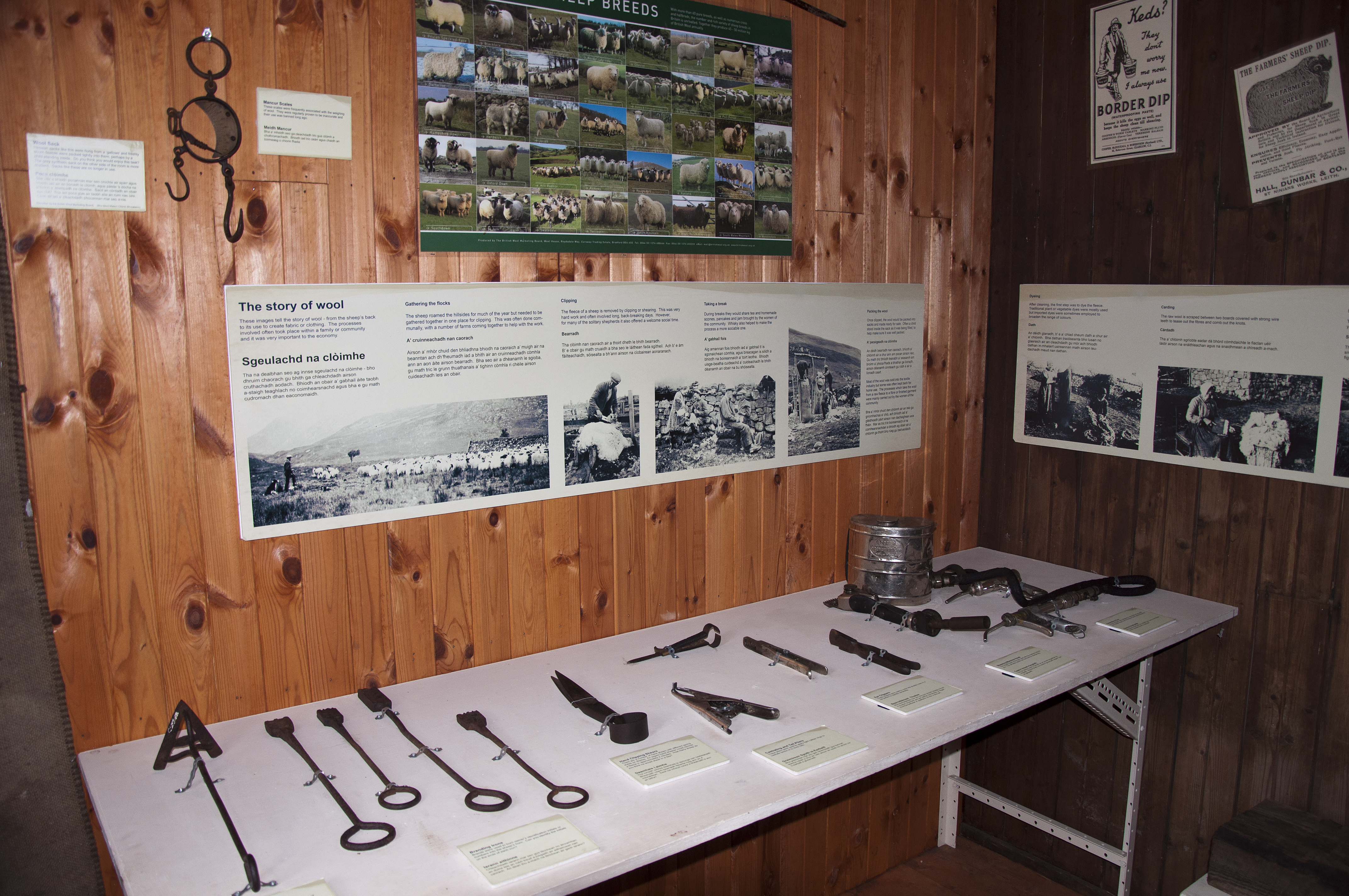
Schäferhütte, innen

### Kiefernwald
Dieser Bereich schließt sich im Westen an den Freilichtbereich an. In einem von roten Eichhörnchen bevölkerten, in den 1920er Jahren angepflanztem Kiefernwald befinden sich ein Kinderspielplatz mit Bagger, eine Wassermühle und ein Teich mit einer Curlinghütte einschließlich Curlingmuseum. Die Hütte ist eine Kopie der nur ein paar hundert Meter entfernt am Loch Imrich liegenden originalen, aber nicht mehr benutzten Hütte des Curling Clubs von Newtonmore.
- Kinderspielplatz

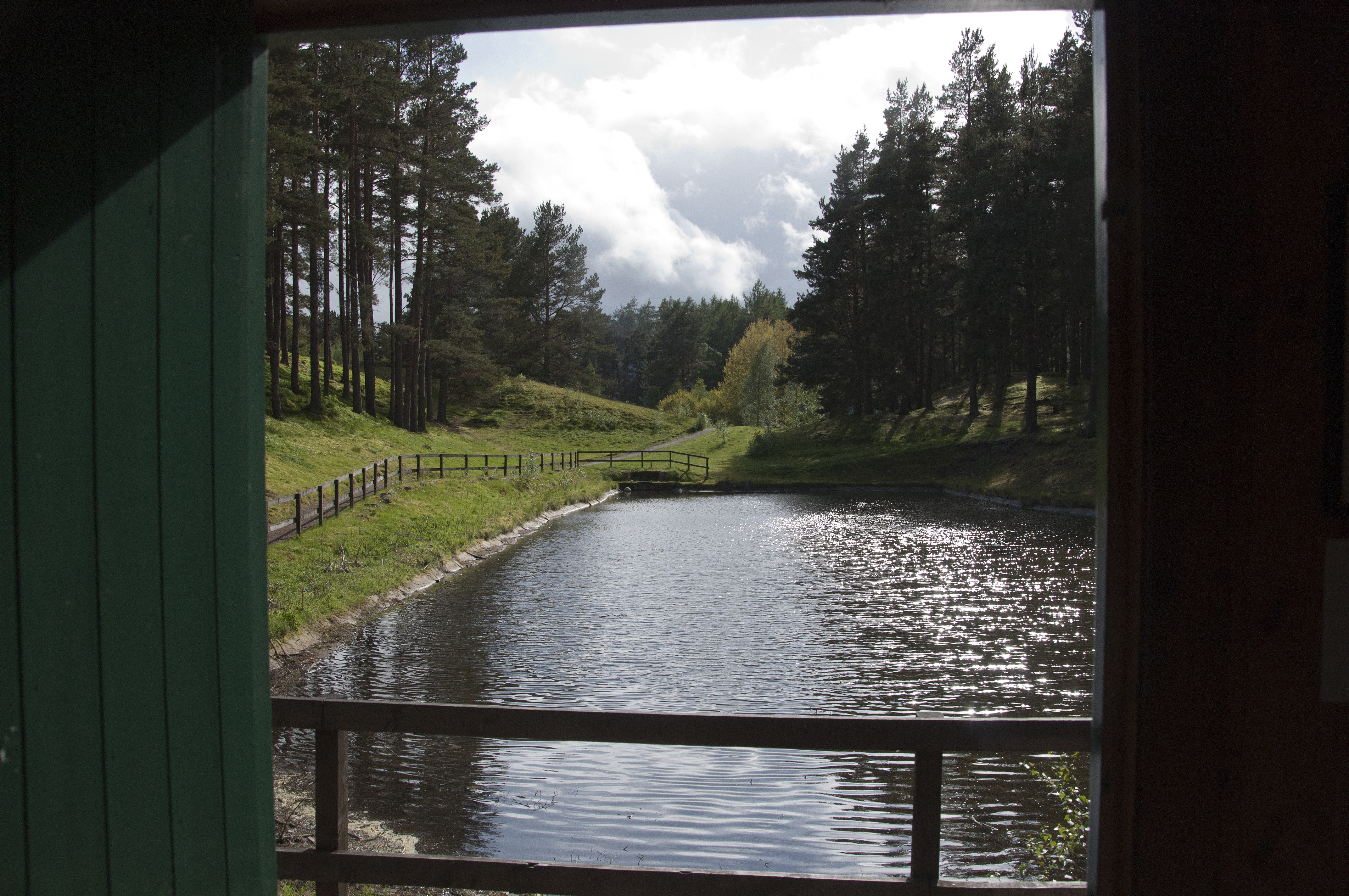
Blick aus der Curlinghütte
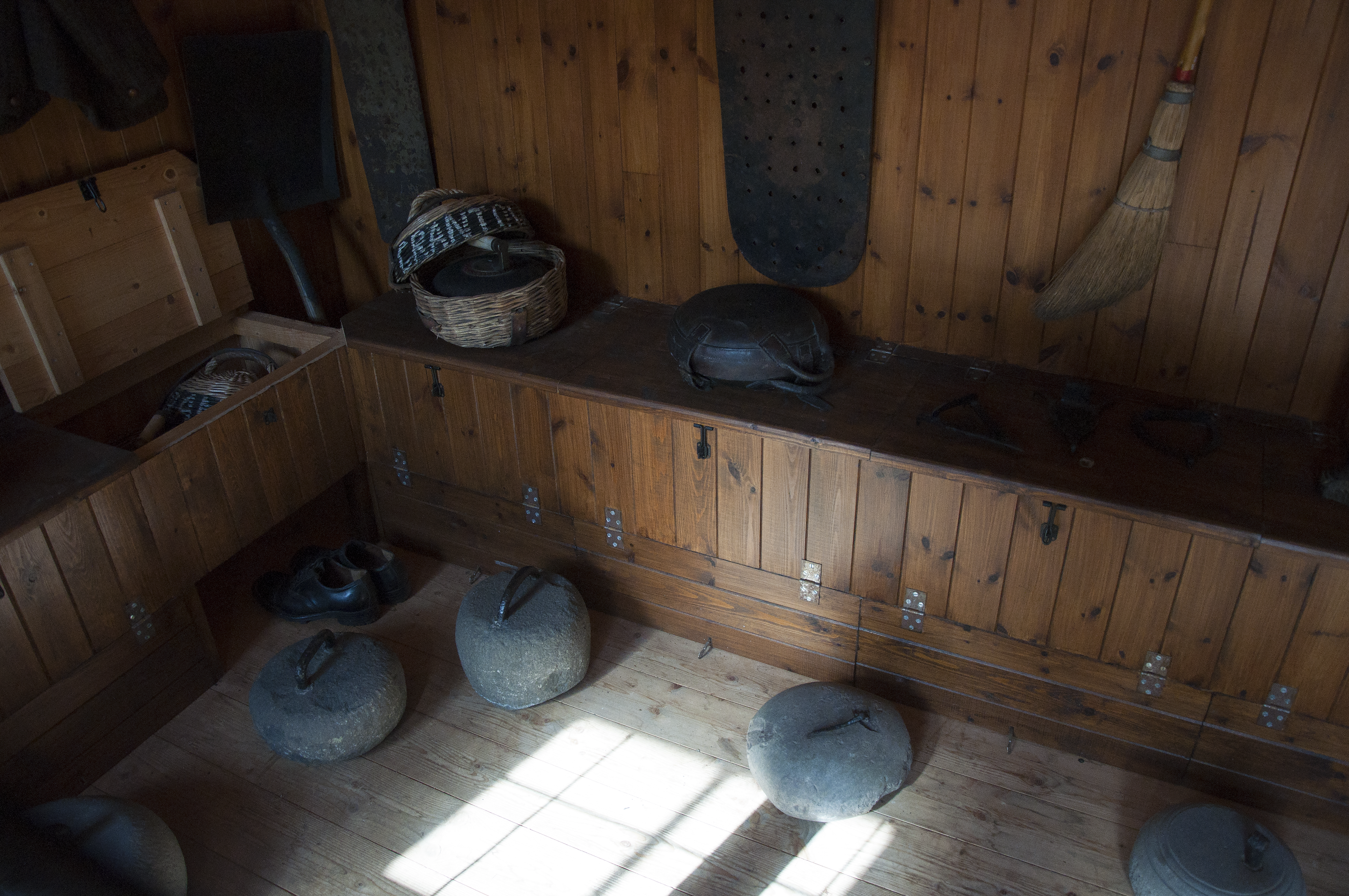
Curlinghütte innen
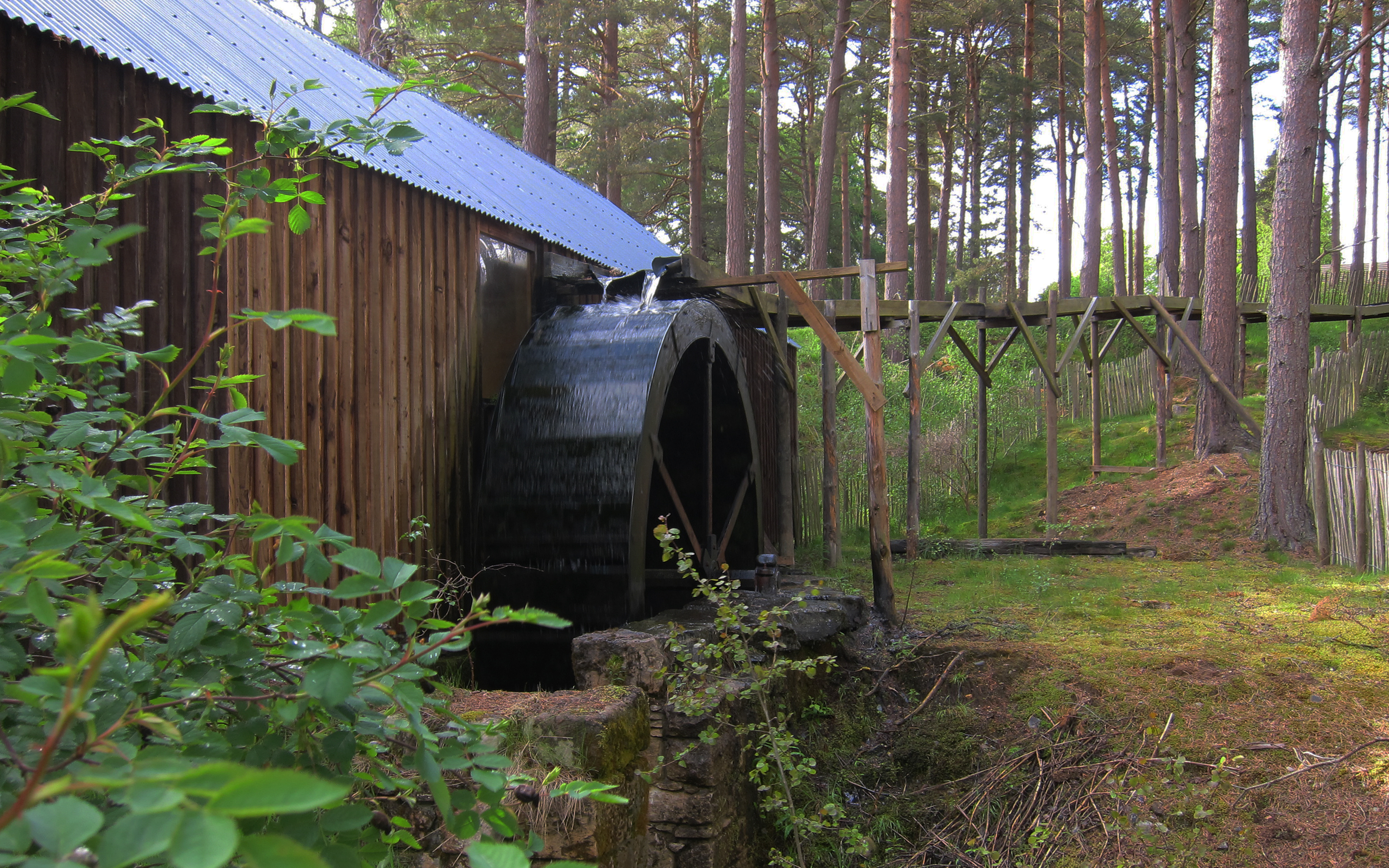
Sägemühle

### Baile Gean, eine Siedlung des 18. Jahrhunderts
Baile Gean ist eine Rekonstruktion von sieben Häusern – Blackhouses aus dem 18. Jahrhundert – der größeren Siedlung Badenoch im obersten Tal des Flusses Spey. Im Sommer werden diese Häuser durch Museumsmitarbeiter, die in zeitgenössischen Kostümen die Geschichte der Dorfbewohner nachspielen, belebt.

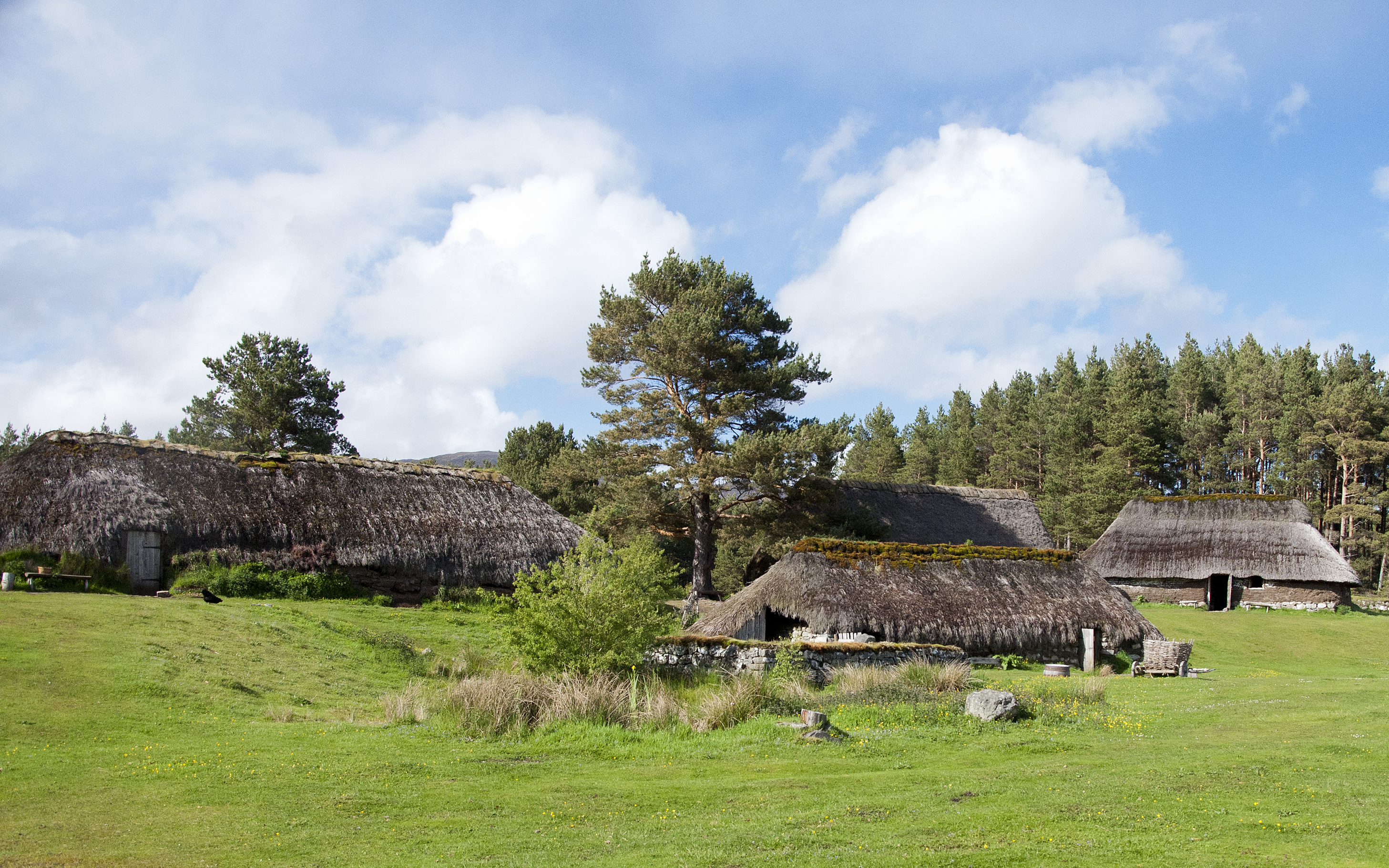
18.Jh Siedlung
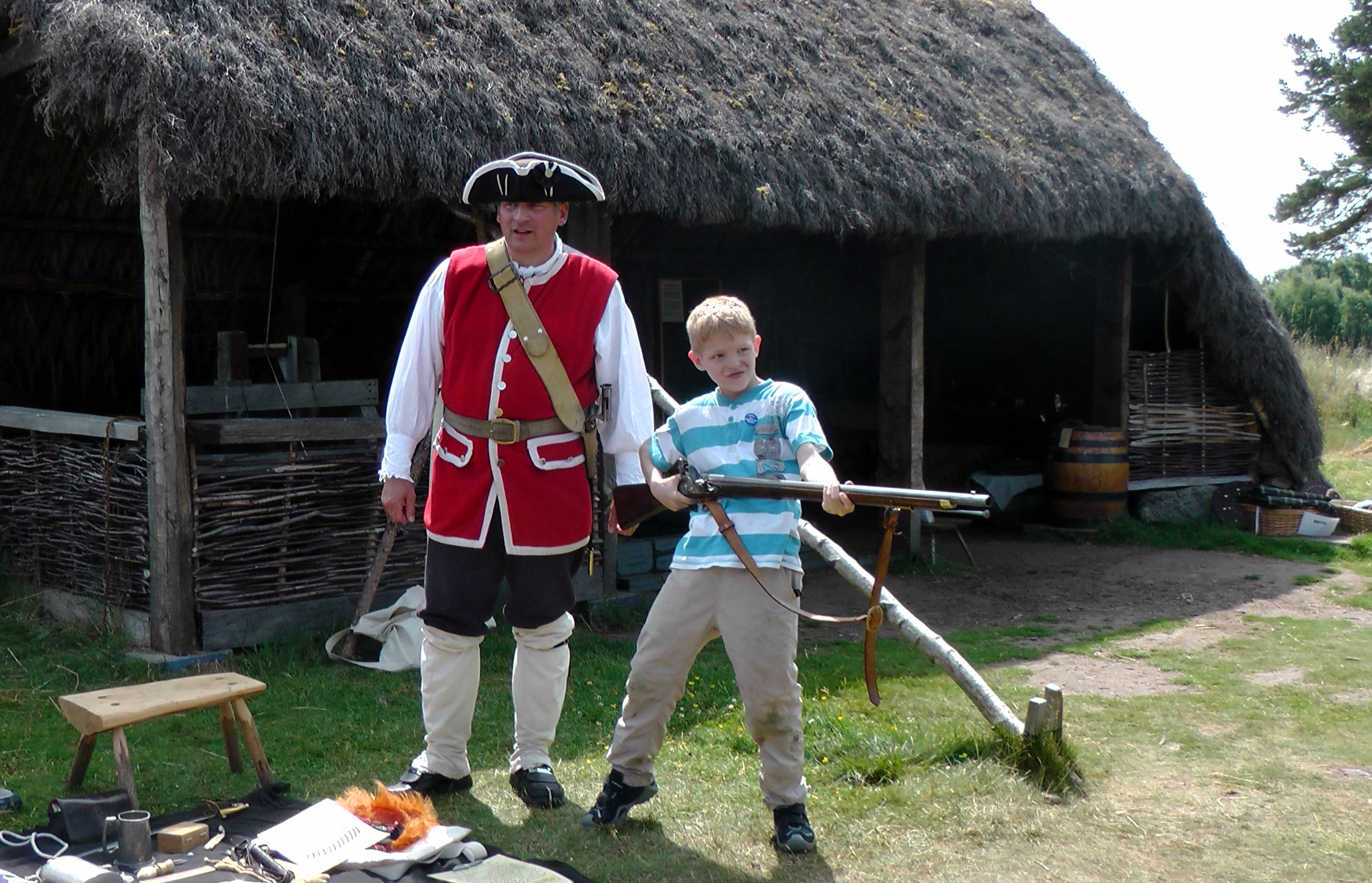
Lebende Geschichte
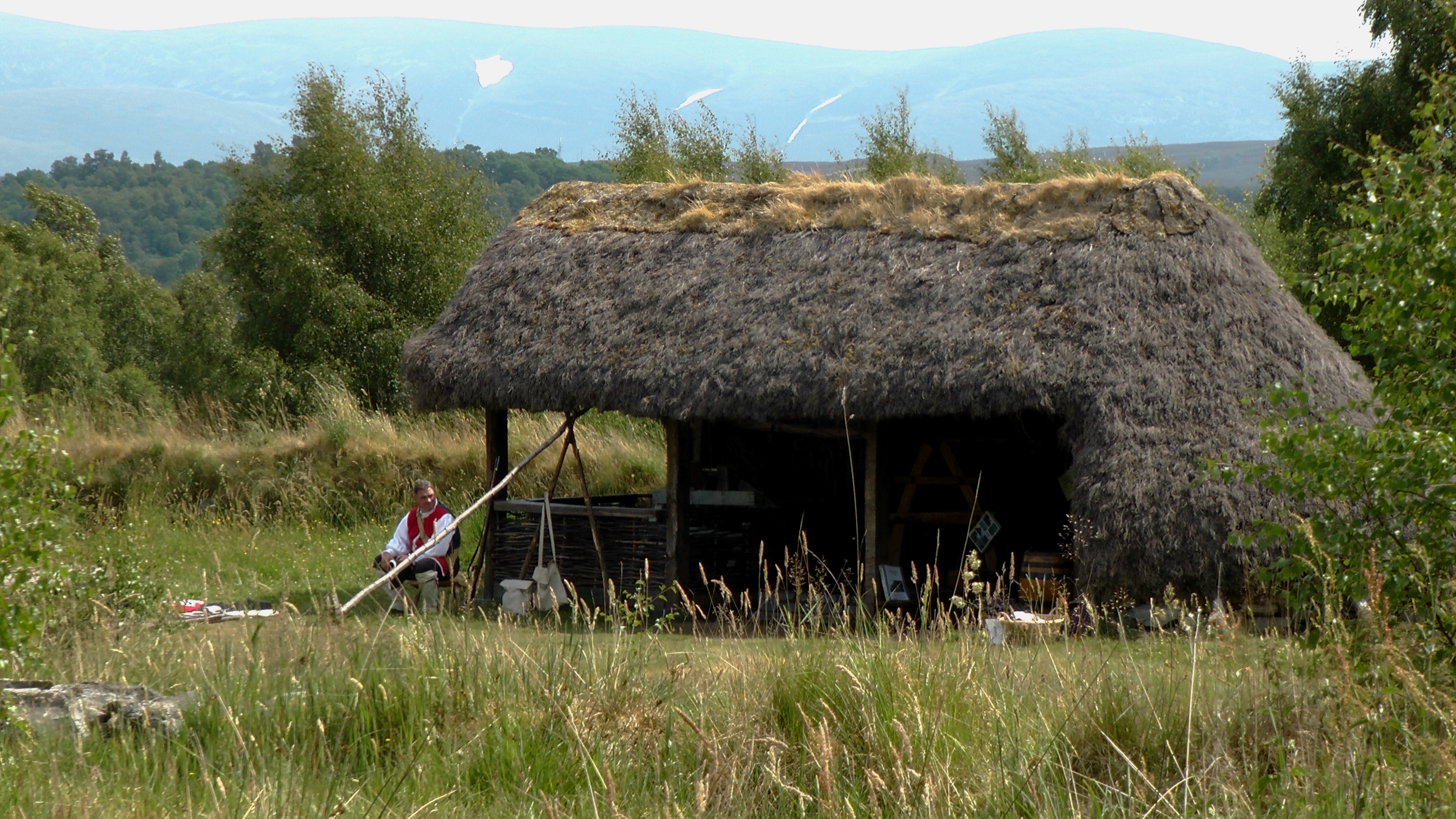
Kiln Scheune
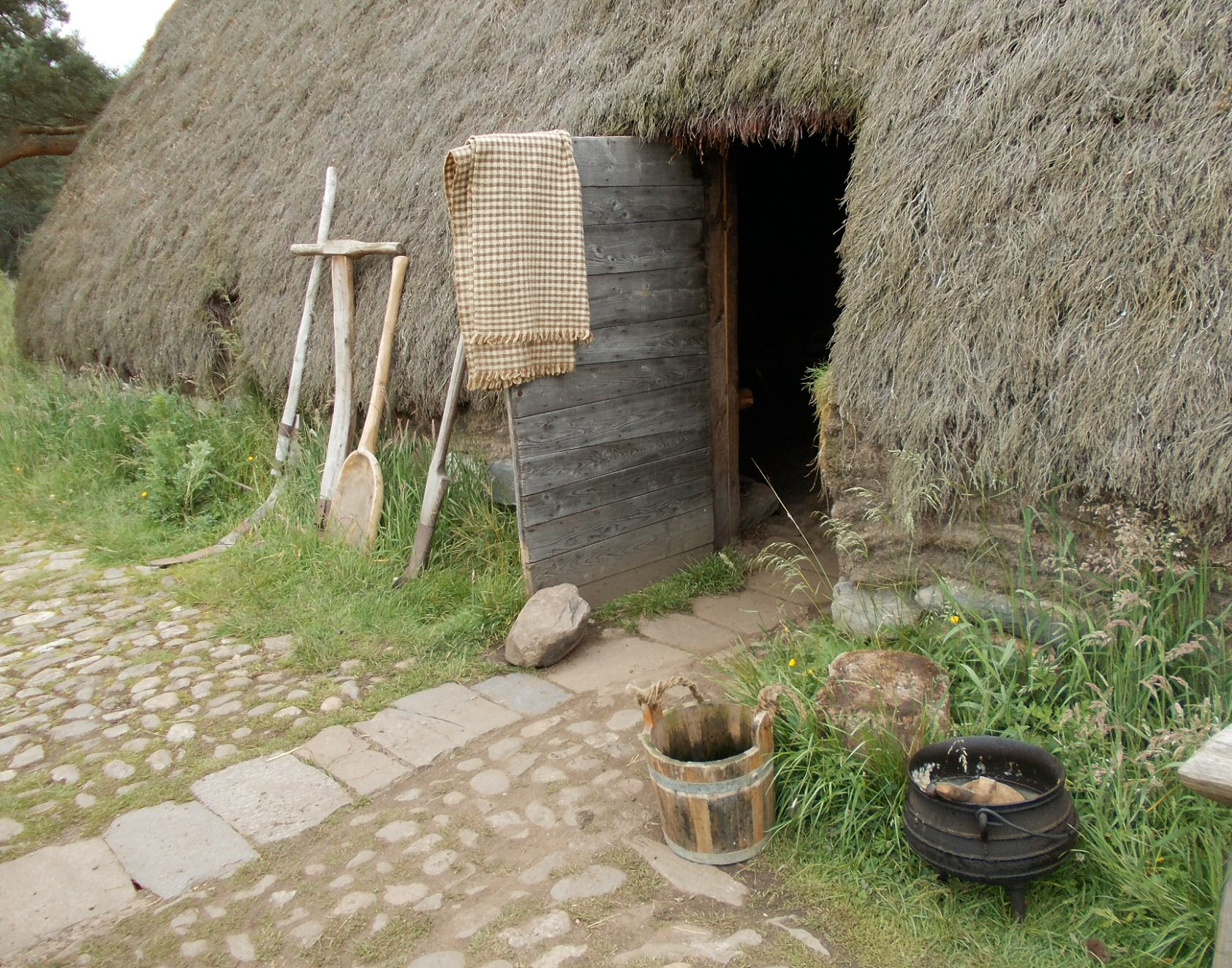
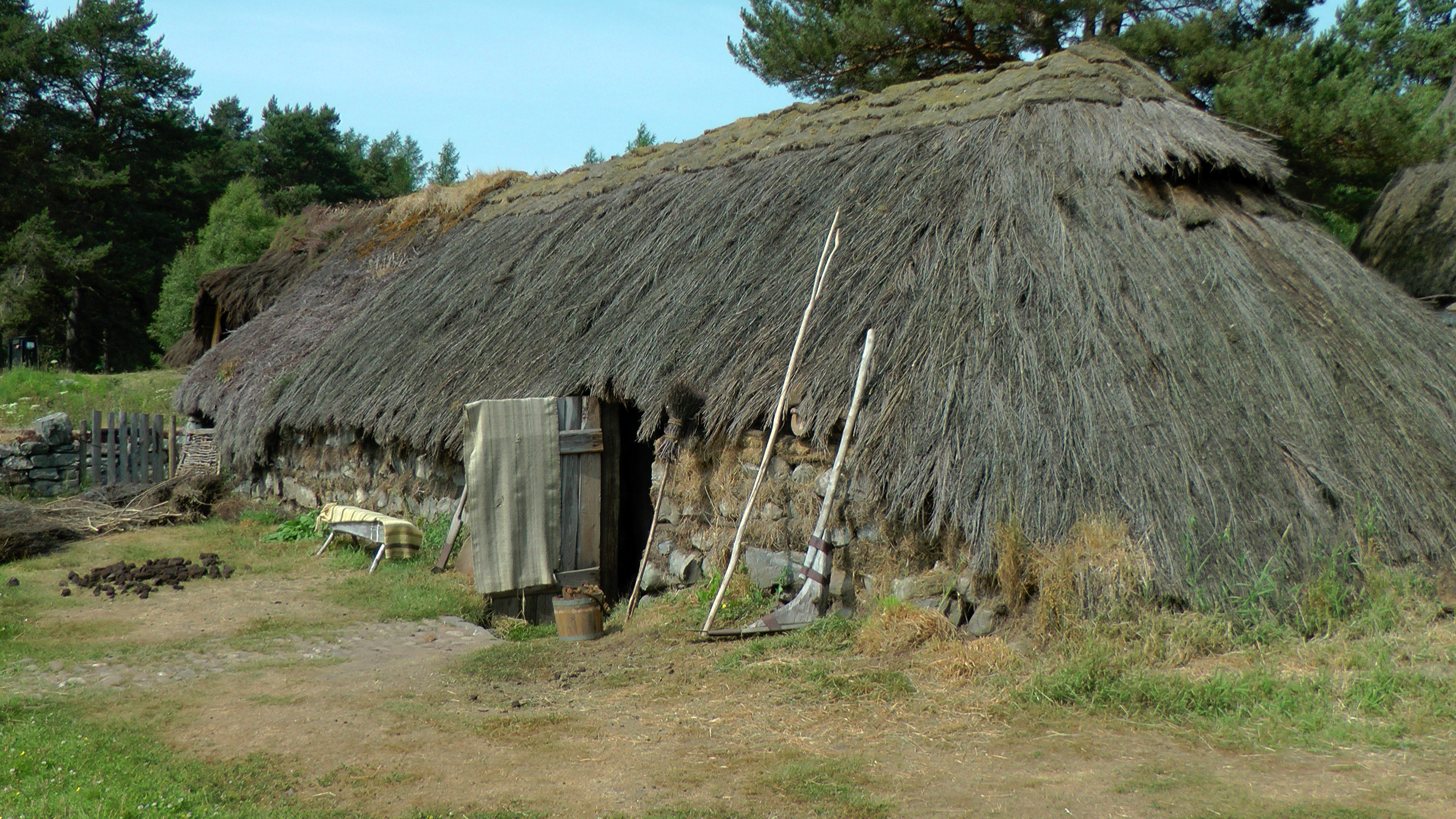
Cottars Haus
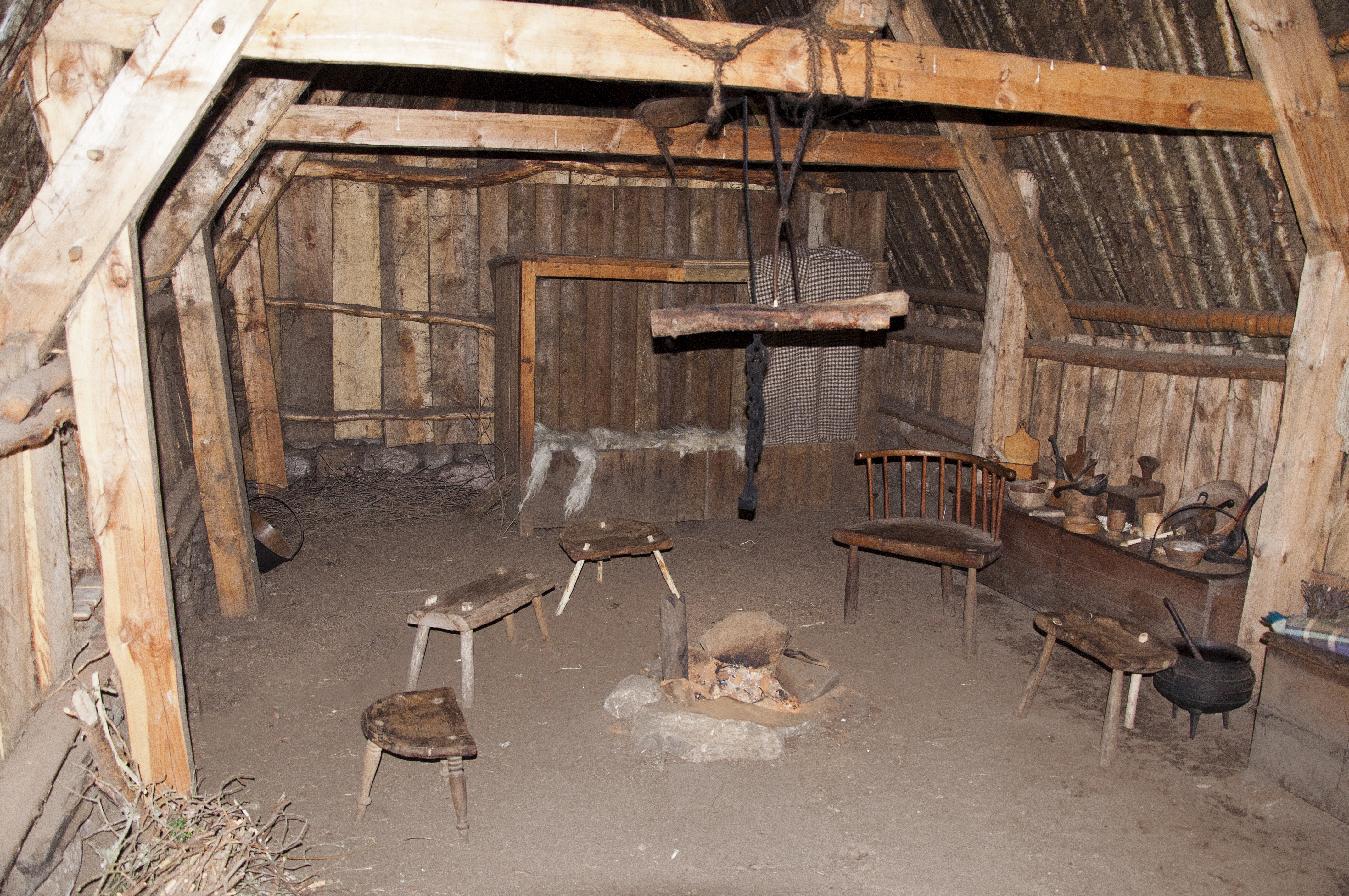